# Меган, војвоткиња од Сасекса
Меган, војвоткиња од Сасекса (енгл. Meghan, Duchess of Sussex; Лос Анђелес, 4. август 1981) је америчка глумица рођена као Рејчел Меган Маркл (енгл. Rachel Meghan Markle). Бави се и хуманитарним радом, а 19. маја 2018. године постала је део краљевске породице венчањем за принца Харија. Одрасла је у Лос Анђелесу, (Калифорнија) и након дипломирања на Северозападном универзитету, са дипломом из позоришта и међународних студија 2003. године, играла је мале улоге у неколико америчких телевизијских серија.
Од 2011. до 2018. играла је седам сезона улогу Рејчел Зејн у серији Два лица правде. Прославила се филмовима Запамти ме и Ужасни шефови. 2017. године се верила за принца Харија и најавила је да се повлачи из глуме али да ће наставити да се озбиљније бави хуманитарним радом.
Пар се венчао 19. маја 2018. године, те је тиме Меган постала војвоткиња од Сасекса.

## Младост
Рејчел Меган Маркл (енгл. Rachel Meghan Markle) је рођена 4. августа 1981. године у Лос Анђелесу, Калифорнија. Њена мајка, Дорија Регланд је социјални радник и инструктор јоге. Родитељи су јој се развели када је имала 6 година. Отац живи у Мексику, а мајка у Калифорнији. Има старијег полубрата Томаса Маркл и полусестру Самантс Грант, по оцу. Описујући њено порекло, Меган каже: "Мој тата је белац и моја мама је Афроамериканка, пола сам црна и пола бијела ... дошла сам да прихватим то и кажем ко сам ја, да подијелим са вама одакле сам, да изразим свој понос у томе што сам јака, самопоуздана жена мјешовите расе. Њена мајка потиче од Афроамериканаца поријеклом из Џорџије, а очево поријекло потиче од енглеских, холандских и ирских насељеника.

## Образовање
Меган је одрасла у Холивуду и образовала се у приватним школама. Маркл је похађала Haert High School, свечану католичку приватну школу у Лос Анђелесу, мада се изјашњава као протестант. Маркл је дипломирала 2003. године на Северозападном универзитету, где је стекла двоструку диплому за позориште и међународне студије. Маркл је 2013. године за Вог рекла како је у својој 20. години, наводно, остала без бодова за завршетак године студија, и да се успјешно пријавила за стажирање у америчкој амбасади у Буенос Ајресу, Аргентина.

## Каријера
Маркл је радила као слободни калиограф да би напредовала у самим почецима глумачке каријере.
Њено прво појављивање на екрану било је у позадини епизоде дневне сапунице Општа болница. У раној каријери, Маркл је имала мале гостујуће улоге на телевизијским емисијама као што су "Средњи град" (2004), "Рат у кући" (2006) и "CSI:NY" (2006). Такође је преузела неколико уговора који су деловали и моделовали послове који су укључивали неку врсту "актовке" у америчком шоу "Договор или Без Договора".
Појавила се у Фоксовој серији "Крај" као млади агент Ами Џесуп у прве двије епизоде друге сезоне.
Маркл је имала неке потешкоће у раној каријери. У 2015. години написала је: "Нисам била довољно црна за црне улоге и нисам била довољно бела за белце, оставивши ме негде у средини као етничког камелеона који није могао да резервише посао." 
Од јула 2011, Маркл је играла Рејчел Зејн у америчком шоу, који је снимљен у Торонту, Онтарио. Њен карактер почиње као паралелан и на крају постаје адвокат. Она је комплетирала своја рад у седмој сезони серије Два лица правде крајем 2017. године. Меган се појавила у два филма крајем 2010. године, "Води га у Грчку", "Запамти ме" и на крају 2011. године, у филму "Ужасни шефови". Од 2014. до 2017. Маркле је био оснивач и главни уредник веб сајта "Тиг". Име је извела од назива црвеног вина Tignanello. Неке од жена које су биле профилисане у овој колумни су Џесика Алба, Гаил Симонс, Ела Вудвард, Дафне Оз, Елизабет Хурлеј, Лорен Буш Лорен, Иванка Трамп, Дана Агрон и Џесика Стам. У априлу 2017. затворила је Тиг. 
У новембру 2016. године Маркл и канадска компанија за одећу Рејтманс објавили су линију женских модних радионица. Током интервјуа, Маркл је рекла да се неће вратити у Два лица правде и да ће, након свог брака, завршити са радом као глумица.

## Приватни живот
Маркл је започела љубавну везу са глумцем и продуцентом Тревором Енгелсоном 2004. године. Они су се венчали у Очо Риосу, Јамајка, 10. септембра 2011. године. Развели су се у августу 2013. године.
Од јуна 2016. године, у вези је са принцем Харијем, који је шести у складу с британским престолом. Принц Хари и Маркл су се упознали на слепом састанку који је организовао њихов заједнички пријатељ. Новине су почеле да извештавају о њиховом односу у октобру 2016. 8. новембра 2016. секретар за комуникације британске краљевске породице објавио је званичну изјаву која се гласила "талас злостављања и узнемиравања" усмерених према Меган. У саопштењу се говорило о сексизму, расизму и клеветничким причама упереним у Маркл, укључујући неодређено "мрље на насловној страни националних новина". Позвали су штампу да "паузира" пре лансирања ових прича. Током интервјуа у септембру 2017. године, Маркл је први пут говорила о њеној љубави према принцу Харију, рекавши: "Ми смо двоје људи који су заиста срећни и заљубљени. Шест месеци смо били заједно пре него што се то пласирало у јавност, ја сам радила сво то време и једино што се променило је људска перцепција." 
Касније тог мјесеца, први пут су се појавили заједно на званичном краљевском ангажману у Торонту. Маркл је живела у изнајмљеној кући у Торонту током своје улоге у Оделу, која је снимљена у том граду. Одселила се крајем новембра 2017. године, након што су завршени радови на седмој сезони. У јануару 2018. Маркл је обрисала своје профиле на друштвеним мрежама, а у изјави коју је дала захвалила се "свима који су пратили њене профиле на друштвеним мрежама током свих ових година".

### Веридба за принца Харија
Њихова веридба објављена је 27. новембра 2017. године. До тада, неколико пута је срела краљицу Елизабету II. Саопштење веридбе подстакло је много коментара о могућем друштвеном значају (или непомичности) Меган када постане члан краљевске породице. Прстен који је добила од принца Харија састоји се од великог централног дијаманта из Боцване и од два мања дијаманта из колекције своје мајке, принцезе Дијане. Прво званично јавно појављивање Меган са принцем Харијем након њихове веридбе био је обилазак у Нотингему 1. децембра 2017. Догађај је наведен у Судском циклусу, не помињући Меганино присуство. Пар је позван да прослави Божић 2017. године са краљевском породицом на имању краљице Сандрингхам.
У јануару 2018. Маркл се придружила принцу Харију у посети базе Репрезент ФМ станице у Бриктону. Поново, Судски Цирклус је овај догађај обрадио као соло ангажман "Принца Харија од Велса". Маркл је такође пратила принца у Кардифу, где су упознали младе људе који су били укључени у добротворну организацију "Уличне игре". 1. фебруара 2018. Маркл је пратила принца Харија на презентацији награде Ендеавор Фунд војним херојима у Хали Голдсмитса. 
Маркл је 13. фебруара пратила принца Харија у Единбургу. Током посете главном граду Шкотске, пар је упознао мноштво људи који су се окупили на Еспланади испред дворца у Единбургу да би видели чувени "One O'Clock Gun"; такође су посетили кафе "Друштвени залогај" - предузеће које запошљава бескућнике.
28. фебруара 2018. године, Маркл је имала први заједнички званични ангажман с принцем Харијем и војводом и војвоткињом из Кембриџа на првом годишњем форуму Краљевске фондације "Направи разлику заједно". Очекује се да Маркл постане четврти покровитељ, заједно са Харијем, Вилијем и Катарином, након њеног брака у краљевској породици. 
Било је пријављено у неколико случајева да је Маркл направила најмање две приватне (у то време "тајне") посјете Центру за културну баштину Муслимана Ал Манаар, где је речено да је тешила преживеле после Гренфел Товер пожара у јуну 2017. Била је у пратњи службеника за обезбеђење и личног помоћника из Краљевског дома. Маркл и принц Хари обележили су Међународни дан жена присуствујући догађају у Бирмингему, у чијем је саставу група која подстиче девојке у напредовању у науци и технологији. Пар је први пут посетио Сјеверну Ирску 23. марта 2018. године. 
Маркл је крштена и потврђена у Енглеској цркви 6. марта 2018. Приватна церемонија одржана је у Краљевској капели палате Сент Џејмс, а надбискуп Кентерберија, Џастин Велби, користио је воду из реке Јордана како би крстио Меган у англиканској цркви. 
Вјенчање ће се одржати 19. маја 2018. године у Ст Георгеовој капели у Виндзорском замку. Након вјеридбе, Маркл је започела дугогодишњи процес постајања британског грађанина. Према неким изворима, она ће задржати и америчко држављанство, али Кенсингтон Палата је крајем новембра 2017. године назначила да одлука још није донета. После венчања, они ће живети у Нотингем Котиџу у Лондону, на темељу Кенсингтон палате.

## Хуманитарни рад
Маркл је била савјетник међународне хуманитарне организације "Један млади свет", на годишњем самиту у Даблину 2014. године о темама родне равноправности и модерног ропства. Такође, у 2014. години путовала је у Авганистан и Шпанију у склопу председавајућег УСО-а. У 2016. години, Меган је постала глобални амбасадор Светске визије.
Када је путовала за кампању за чисту воду, кампању агенције за пружање сигурне и чисте воде за пиће, отпутовала је у Индију како би подигла свијест о питањима жена. Она је такође радила са ентитетом Уједињених нација за родну равноправност и оснаживање жена као адвоката. Она се идентификује као феминисткиња. Маркл је поново присуствовала Самиту младих светова 2016. године.

## Филмографија
| Година    | Наслов                               | Улога          |
| --------- | ------------------------------------ | -------------- |
| 2002      | Општа болница                        | Џил            |
| 2004      | Општа болница                        | Џил            |
| 2005      | Средњи град                          | Наташа         |
| 2005      | Резања                               | Кори           |
| 2006      | Љубав                                | Тереза Сантос  |
| 2006      | 1:100                                | Себе           |
| 2006      | Рат у кући                           | Сузан          |
| 2006      | Место злочина: Њујорк                | Вероника       |
| 2007      | Превара                              | Гвен           |
| 2008      | Договор или без Договора             | Себе           |
| 2008      | Добро понашање                       | Сади           |
| 2008      | 90210                                | Венди          |
| 2008      | До смрти                             | Тара           |
| 2009      | Апостоли                             | Кели           |
| 2009      | Витез возач                          | Ени            |
| 2009      | Без трага                            | Холи           |
| 2009      | Fringe                               | Ејми Џесуп     |
| 2009      | Лига                                 | обична девојка |
| 2010      | Истражитељи из Мајамија              | Лих            |
| 2010      | Водич за дечаке и девојке за долазак | Дана           |
| 2011−2018 | Два лица правде                      | Рејчел         |
| 2012      | Тврђава                              | Шерлоз         |
| 2014      | Када Спаркс лети                     | Ејми           |
| 2016      | Датеров приручник                    | Касандра Бренд |